# Museu de Antropologia (Vancouver)
O Museu de Antropologia na Universidade da Colúmbia Britânica perto de Vancouver é um museu canadiano. Para além de ser uma famosa atração turística, é também um museu de aprendizagem, usado por um número de cursos da Universidade da Colúmbia Britânica, e um museu de pesquisa.
O museu localiza-se na Northwest Marine Drive, 6393, no campus da Universidade da Colúmbia Britânica, que oficialmente não fica dentro dos limites da cidade de Vancouver.

## História
O museu foi fundado em 1947, quando os vários items da colecção etnográfica da Universidade da Colúmbia Britânica foram expostos na Biblioteca Principal. O Dr. Harry Hawthorn serviu como o primeiro director do novo museu, com a sua mulher Dr. Audrey Hawthorn servindo como a primeira curadora.

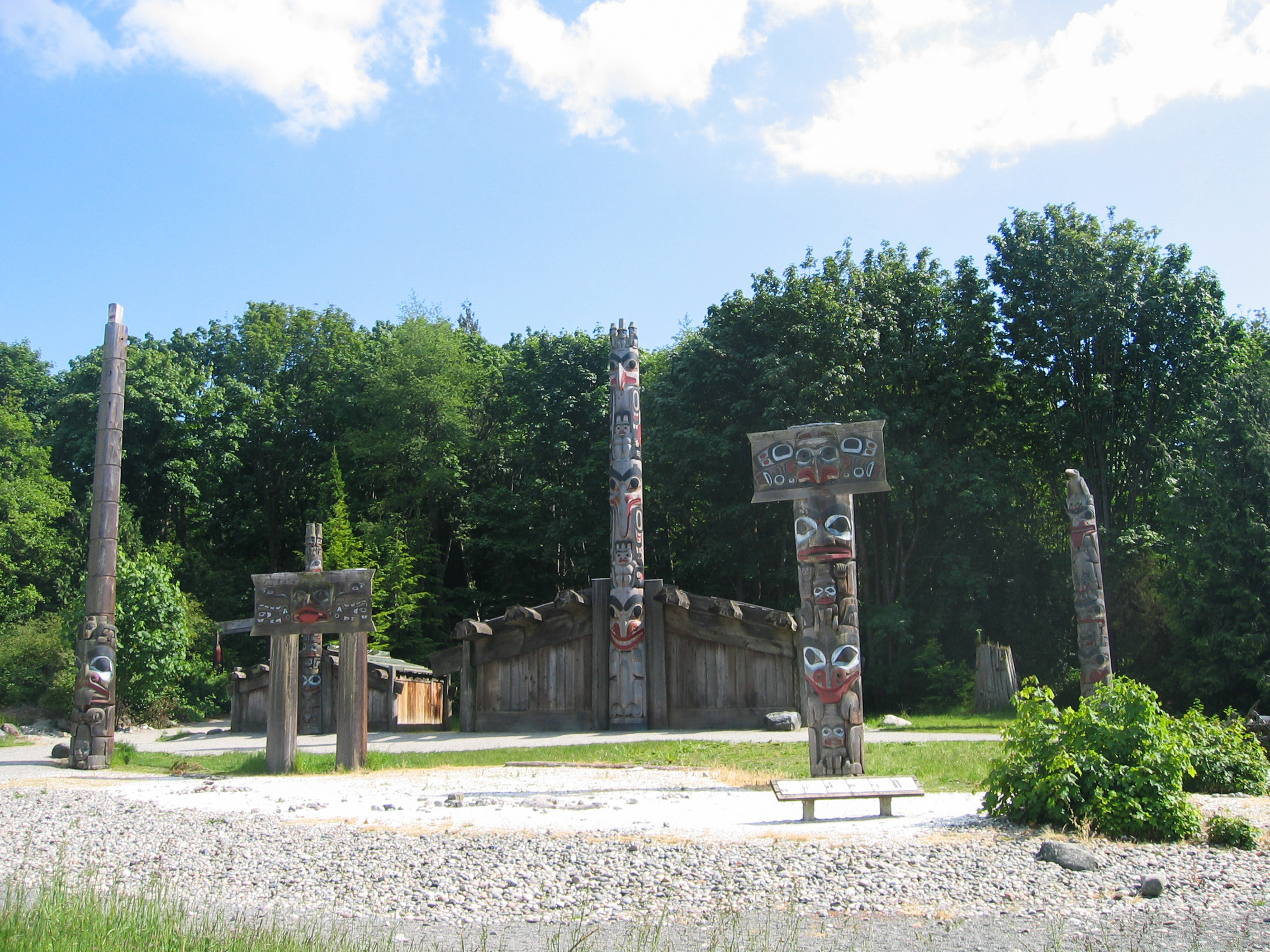
Totems e Casas Haida das primeiras nações, expostos no museu

Em 1971 o museu recebeu fundos do Governo do Canadá e a Universidade começou a construção de um novo edifício. Em 1976, o novo edifício, desenhado pelo renomado aquitecto canadiano Arthur Erickson, abriu sobre novo director, Michael Ames, que serviu de 1974 a 1997. O donativo de Walter e Marianne Koerner da sua colecção de arte das primeiras nações da costa noroeste formou uma grande parte dos conteúdos actuais do edificio.
Em 1997 a Dr. Ruth Phillips tornou-se directora do museu. Em 2002 Michael Ames retomou o seu cargo como director e em 2004 foi o Dr. Anthony Shelton que ocupou o lugar.

## O Edifício
O edificio de Arthur Erickson foi inspirado na arquitectura enxaimel das primeiras nações da costa noroeste. Como muito dos trabalhos de Erickson, a maior parte do edificio é de cimento.